# Chasminodes pseudalbonitens
Chasminodes pseudalbonitens är en fjärilsart som beskrevs av Shigero Sugi 1955. Chasminodes pseudalbonitens ingår i släktet Chasminodes och familjen nattflyn. Inga underarter finns listade i Catalogue of Life.